# Montolieu
Montolieu ist eine südfranzösische Gemeinde mit 829 Einwohnern (Stand 1. Januar 2022) im Département Aude in der Region Okzitanien. Die Einwohner werden Montolivains genannt.

## Lage
Montolieu liegt an der Einmündung des kleinen Flusses Dure in die Rougeanne in einer Höhe von etwa 190 Metern ü. d. M. und etwa 20 Kilometer (Fahrtstrecke) nordwestlich von Carcassonne bzw. etwa zehn Kilometer nordöstlich des Kantonshauptortes Alzonne.

## Bevölkerungsentwicklung
| Jahr      | 1962 | 1968 | 1975 | 1982 | 1990 | 1999 | 2006 | 2011 |
| Einwohner | 899  | 896  | 837  | 852  | 807  | 786  | 763  | 795  |

Im 19. Jahrhundert hatte der Ort stets zwischen 1400 und 1650 Einwohner. Die Mechanisierung der Landwirtschaft und der damit verbundene Verlust von Arbeitsplätzen führte seitdem zu einem deutlichen Rückgang der Einwohnerzahl.

## Wirtschaft
Die Umgebung des Ortes ist immer noch geprägt von der Landwirtschaft, die sich im ausgehenden Mittelalter und der frühen Neuzeit teilweise auf den Anbau von Färberwaid (pastel) spezialisierte. Der Import von Indigo führte ab dem 18. Jahrhundert zu einem allmählichen wirtschaftlichen Niedergang und die Bauern wandten sich wieder der ‚normalen‘ Landwirtschaft zu, mit der jedoch keine großen Gewinne zu erzielen waren. Seit der Römerzeit wird in der Region Wein angebaut; der Ort gehört heute zum Weinbaugebiet Cabardès (AOC). Im ausgehenden 20. Jahrhundert ist der Tourismus in Form der Vermietung von Ferienwohnungen (gîtes) als Wirtschaftsfaktor hinzugekommen.

## Geschichte
Auf dem Gemeindegebiet steht ein Menhir aus der Zeit um 3500 v. Chr.; auch einige alte Steine mit faustgroßen schalenförmigen Vertiefungen (pierres á cupules) sind zu sehen. Schlackenreste, die auf die Herstellung von Eisen hinweisen, wurden ebenso gefunden wie eine große Zahl aus römischer bzw. gallorömischer Zeit stammender Bruchstücke von Amphoren. Im 13. Jahrhundert entstand die heutige Kirche – ob an der Stelle eines Vorgängerbaues ist unklar. Über Zerstörungen während der Albigenserkreuzzüge (1209–1229), des Hundertjährigen Krieges (1337–1453), der Hugenottenkriege (1562–1598) oder der Französischen Revolution (1789–1815) ist nichts bekannt.

## Sehenswürdigkeiten

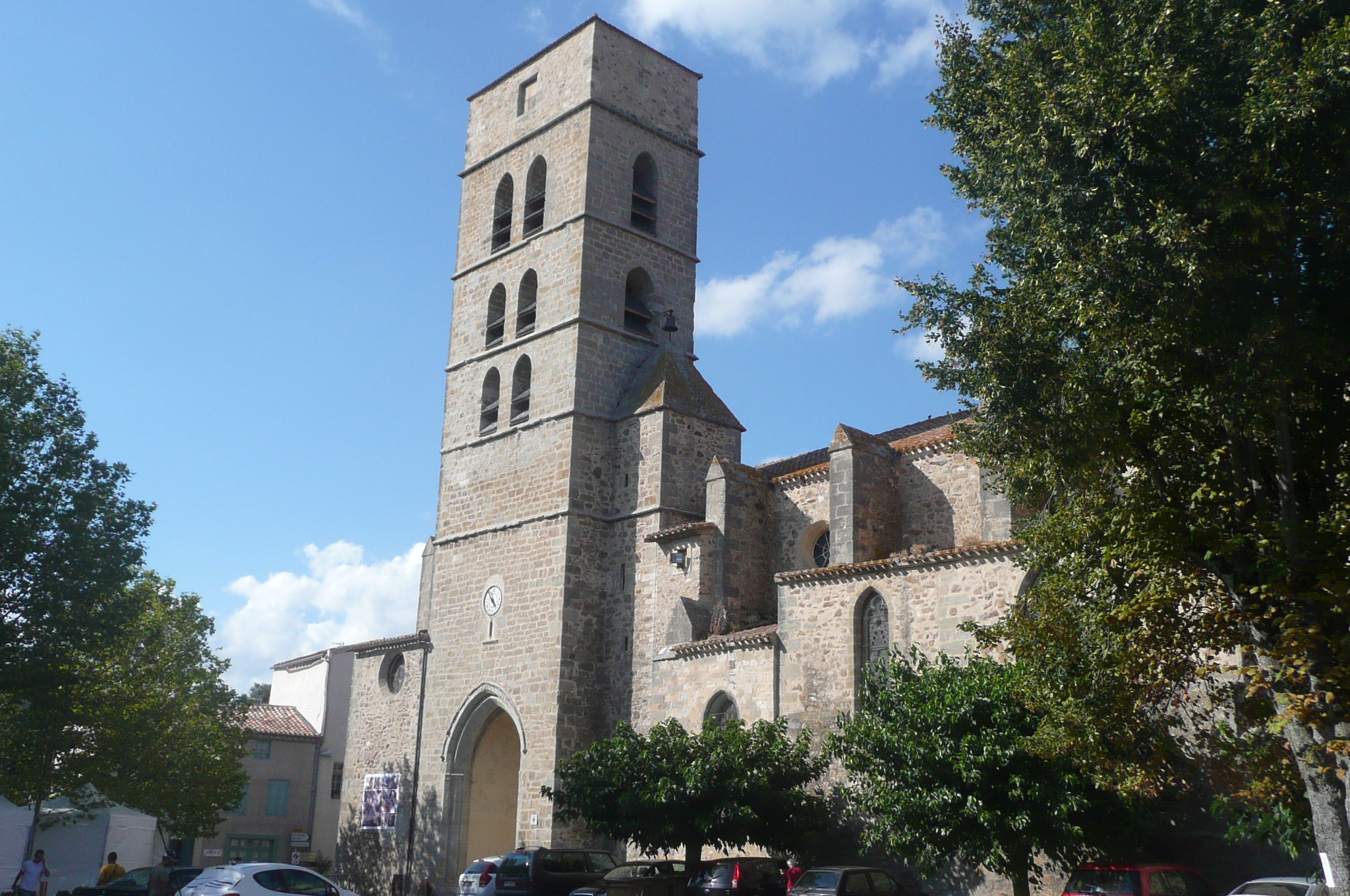
Kirche Saint-André

- Die spätgotische Pfarrkirche (Église Saint-André) ist eher eine Seltenheit unter den zumeist von der Romanik dominierten Sakralbauten im Süden Frankreichs; sie stammt ursprünglich aus dem 13. Jahrhundert wurde aber in der Folgezeit immer wieder ergänzt und restauriert. Ihr Äußeres wird dominiert von einem wuchtigen, jedoch mehrfach durch Gesimse abgestuften Turm auf der Südseite. Die reiche und durchaus sehenswerte barocke Ausstattung der einschiffigen, aber mit Seitenkapellen versehenen Kirche stammt teilweise aus anderen Kirchen der Umgebung, die während der Französischen Revolution aufgelöst wurden. Der Bau ist seit dem Jahr 1972 als Monument historique[1] anerkannt.
- Die Manufacture Royale ist ein Gebäude aus dem 18. Jahrhundert, in welchem ehemals eine Textilmanufaktur untergebracht war. Das Gebäude wurde im Jahr 2004 als Monument historique unter Denkmalschutz gestellt.[2]
- Ein zierliches, aber kunstvoll geschmiedetes eisernes Kreuz aus dem 16. oder 17. Jahrhundert wurde bereits im Jahre 1948 als Monument historique[3] anerkannt.

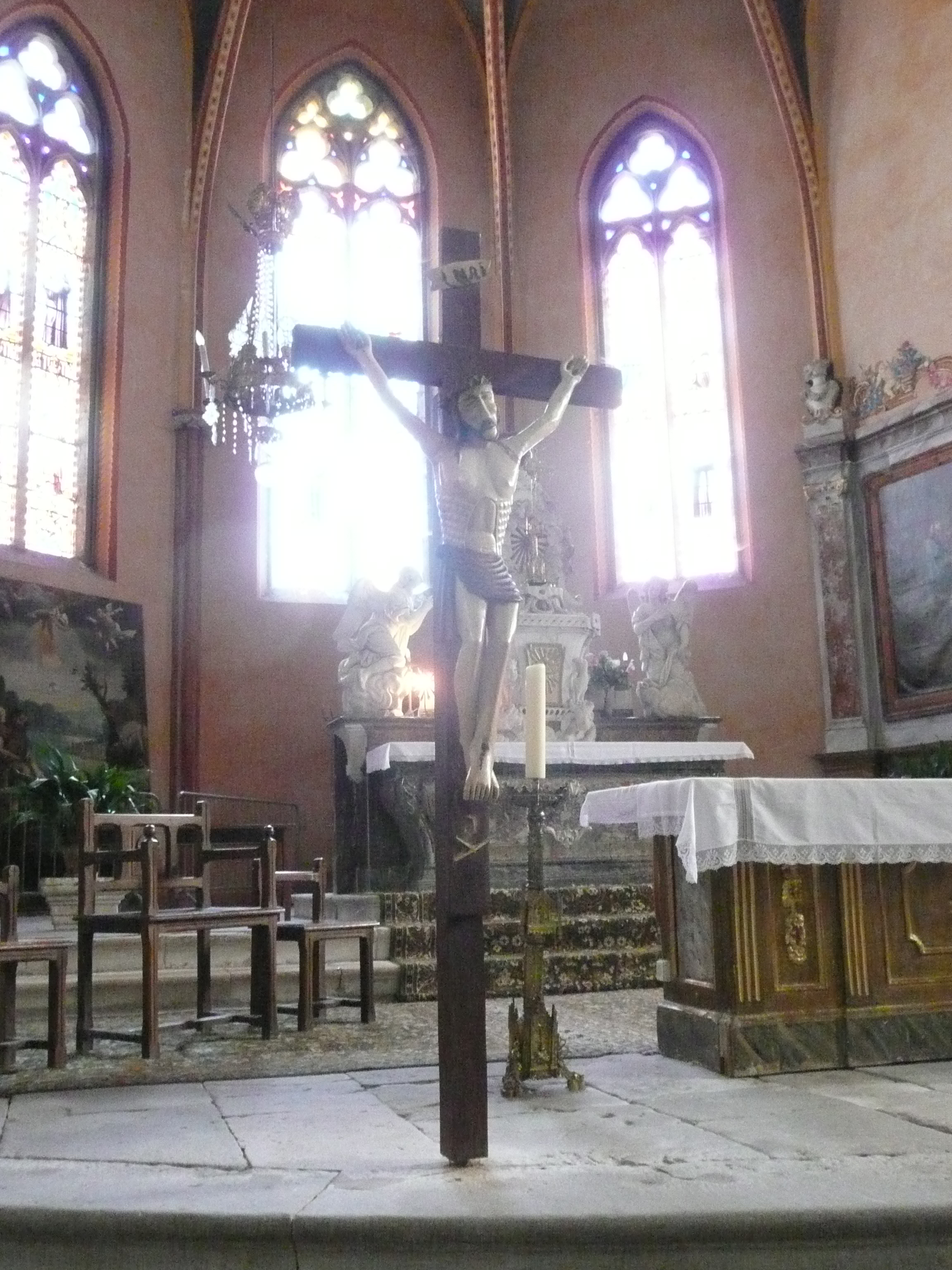
Kirche Saint-André
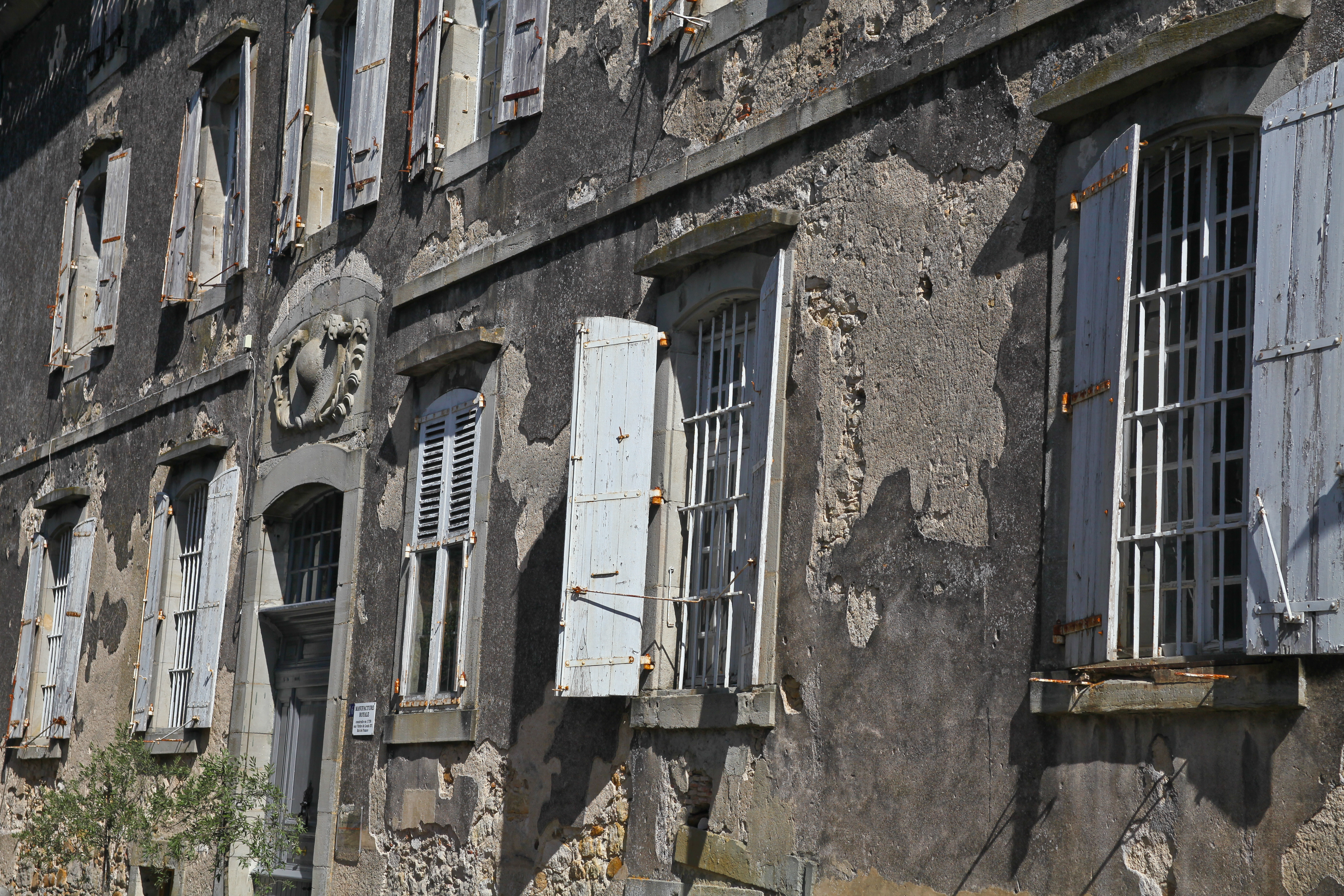
Manufacture royale
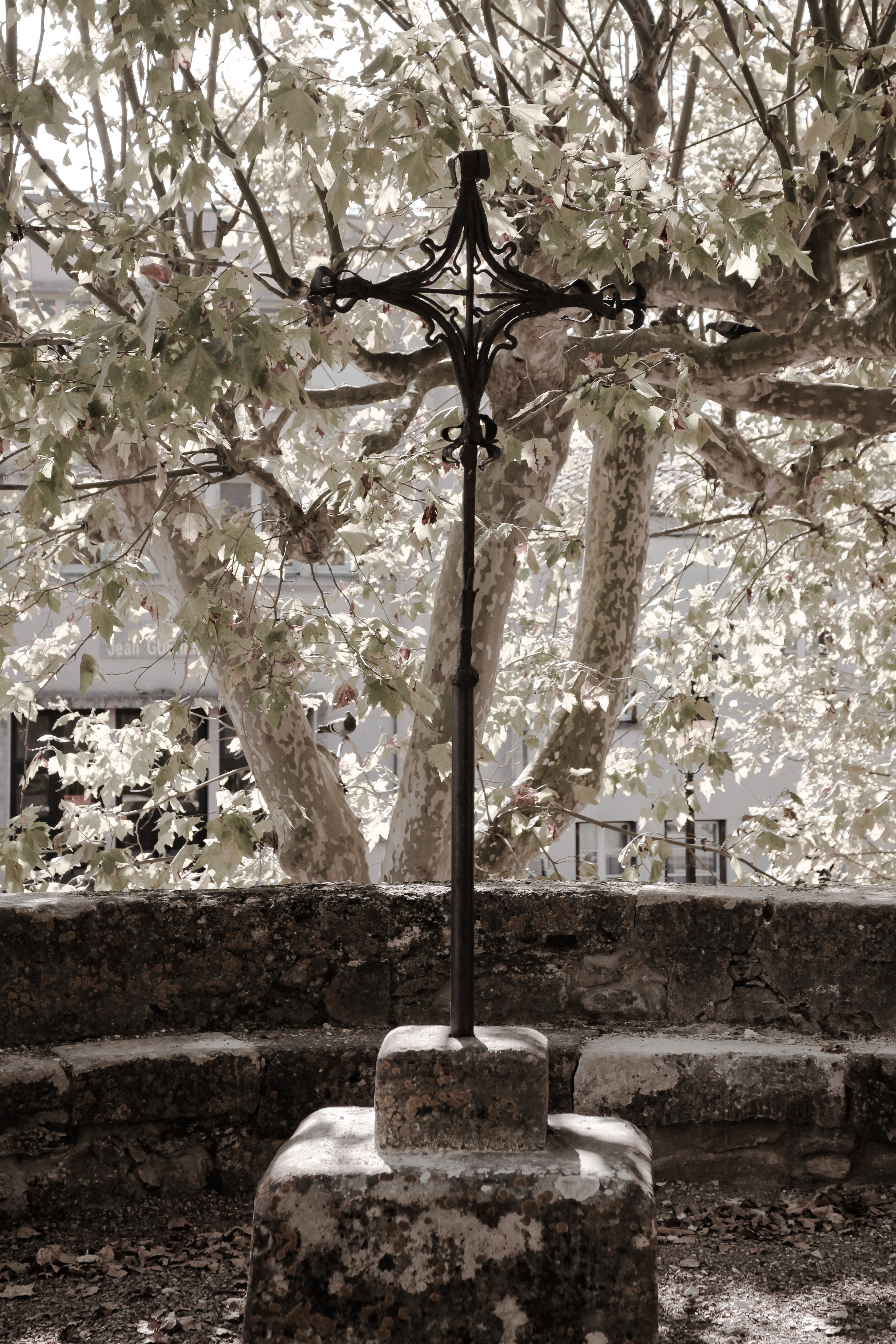
Croix en fer forgée

## Sonstiges
- Montolieu ist eines von mehreren Bücherdörfern in Frankreich.

## Persönlichkeiten
- Kevin Ayers (1944–2013), Gitarrist der Gruppe Soft Machine, lebte und starb in Montolieu.
- Der deutsche Schriftsteller Patrick Süskind (* 1949) lebt neben München und Seeheim auch in Montolieu.